# Martin Lefebvre
Martin Lefebvre (født 23. maj 1992) er en canadisk ishockeyspiller. Han spiller i øjeblikket for Aalborg Pirates.

## Aalborg Pirates (2017-18)
Han spillede 69 kampe og scorede 20 mål.